# دايفيد إم. كينيدي
دايفيد إم. كينيدي (بالإنجليزية: David M. Kennedy)‏ هو مؤرخ وأستاذ جامعي أمريكي، ولد في 22 يوليو 1941 في سياتل في الولايات المتحدة.